# Шафф, Филип
Филип Шафф (нем. Philip Schaff; англ. Philip Schaff; 1 января 1819 — 20 октября 1893) — немецко-американский протестантский историк церкви и богослов.

## Биография
Филип Шафф родился в Швейцарии. Окончил Тюбингенский университет. 
Находился под влиянием Баура. В 1841 году в Берлине получил степень бакалавра богословия и выдержал экзамен на звание профессора. Там же сблизился с протестантскими ортодоксами Неандером и Толуком. 
В 1842 году стал приват-доцентом Берлинского университета, где преподавал экзегетику и церковную историю. В 1844 году по приглашению немецкой Реформатской семинарии занял кафедру церковной истории в Мерсерсбурге (США). В 1862–1867 годах преподавал церковную историю в Андоверской теологической семинарии. В 1870 году стал профессором Нью-Йоркской объединённой теологической семинарии.
С 1870 по 1885 год был президентом американского отделения комиссии по подготовке английского Пересмотренного перевода Библии (Revised Standard Version). Содействовал основанию в 1888 году Американского общества церковной истории и был его первым президентом.
Представитель так называемого мерсерсбургского богословия, стремившегося к установлению межцерковных контактов и даже к возрождению межцерковного единства. За эту направленность был обвинен в ереси «папизма», но обвинение было впоследствии снято.
Научное наследие Шаффа огромно. Он был не только ведущим исследователем американской религиозной жизни (статьи об Америке [1854]; о Гражданской войне [1865]; о религиозной свободе [1888]), но и ведущим историком церкви и автором многочисленных библейских и богословских трудов. Широко известны его 8-томная «История христианской Церкви» (History of the Christian Church), ценнейший 3-томный труд «Вероучительные символы христианства» (Creeds of Christendom, 1877), 14-томное издание отцов Церкви, 13-томная «Энциклопедия религиозных знаний Шаффа — Герцога» (Shaff–Herzog Encyclopedia of Religious Knowledge, 1884), американское издание комментариев Ланге (1864—80), исследование о церковных гимнах (1868), опровержение учения Штрауса — Ренана о Христе (1865).